# Miriam Diéguez
Miriam Diéguez de Oña (* 4. Mai 1986 in Santa Coloma de Gramenet) ist eine spanische Fußballspielerin.

## Karriere

### Vereine
Diéguez de Oña begann beim Club Esportiu Sant Gabriel aus dem nahe von Barcelona gelegenen Sant Adrià de Besòs mit dem Fußballspielen. Das erste Mal im Seniorinnenbereich spielte sie für Espanyol Barcelona in der Superliga, der seinerzeit höchsten Spielklasse im spanischen Frauenfußball. Sie gehörte dem Verein von 2002 bis 2010 an und gewann mit der Mannschaft 2006 die Meisterschaft. Danach war sie in der Saison 2010/11, der letzten unter der Spielklassenbezeichnung Superliga, für den Rayo Vallecano aktiv und gewann erneut die Meisterschaft. Es folgte von 2011 bis 2017 ihre längste Zugehörigkeit zu einem Verein; in der nunmehr als Primera División bezeichneten höchsten Spielklasse gewann sie mit dem FC Barcelona je dreimal die Meisterschaft und den nationalen Vereinspokal. Sie bestritt 141 Punktspiele und erzielte 23 Tore.
Nach nur jeweils einer Saison für die Ligakonkurrenten UD Levante und FC Málaga war sie von 2019 bis 2023 für Deportivo Alavés – in den ersten beiden Jahren in der Primera Federación, der zweithöchsten Spielklasse – tätig, bevor sie einen (für Frauen) ungewöhnlichen Vereinswechsel vornahm. In Saudi-Arabien war sie von September 2023 bis August 2024 für die in Riad in der Provinz asch-Scharqiyya ansässige Frauenfußballmannschaft von Al-Riyadh SC in der Pro Liga aktiv. Nach Spanien zurückgekehrt, fand sie in Badalona mit dem Club Esportiu Seagull Badalona ihren neuen Verein.

### Nationalmannschaft
Nachdem Diéguez de Oña für die Nachwuchsnationalmannschaft der RFEF in der Altersklasse U19 zu Länderspielen und zum Europameistertitel 2004 gekommen war, trat sie in der A-Nationalmannschaft im Jahr 2005 in Erscheinung. Am 15. und 16. Februar kam sie in zwei Spielen eines internationalen Turniers in San Bartolomé de Tirajana beim 2:2-Unentschieden gegen die Nationalmannschaft Finnlands und im torlosen Spiel gegen die Nationalmannschaft der Niederlande zum Einsatz. Im weiteren Verlauf wurde sie in den beiden Spielen der 3. Qualifikationsrunde für die anstehende Europameisterschaft 2009 in Finnland gegen die Nationalmannschaft der Niederlande eingesetzt. Sowohl das Hinspiel am 25. Oktober 2008 in Madrid als auch das Rückspiel am 30. Oktober 2008 in Volendam wurde mit 0:2 verloren. Erst am 19. und 23. Juni 2010 wurde sie erneut für zwei Länderspiele berücksichtigt; sie bestritt das fünfte und sechste Spiel der WM-Qualifikationsgruppe 5 (2:2 vs. England in Aranda de Duero, 9:0 vs. Malta in Segovia). Vom 17. September 2011 bis zum 19. September 2012 wurde sie in allen zehn Spielen der EM-Qualifikationsgruppe 2 sowie in den beiden Ausscheidungsspielen gegen die Nationalmannschaft Schottlands eingesetzt, in denen sich ihre Mannschaft nach jeweils 1:1 unentschieden in Glasgow und Las Rozas de Madrid mit 3:2 n. V. durchsetzte.
Am 15. Februar 2012 und am 28. Juni 2013 kam sie das erste Mal in zwei in Freundschaft ausgetragenen Länderspielen zum Einsatz. Das erste in Santiago de Compostela wurde mit 4:1 gegen die Nationalmannschaft Österreichs gewonnen, das zweite in Vejle endete 2:2 unentschieden gegen die Nationalmannschaft Dänemarks. Ihr einziges Spiel bei der Europameisterschaft 2013 bestritt sie am 15. Juli mit dem zweiten Spiel der Gruppe C bei der 0:1-Niederlage gegen die Nationalmannschaft Frankreichs. Für die anstehende Weltmeisterschaft 2015 kam sie dazu am 27. Oktober 2013 und am 10. April 2014 in zwei Qualifikationsspielen (6:0 vs. Estland, 10:0 vs. Nordmazedonien) zum Einsatz. Mit den beiden in Freundschaft ausgetragenen Länderspielen am 14. Januar 2014 (1:2 vs. Norwegen in La Manga del Mar Menor) und am 4. März 2016 (0:0 vs. Rumänien in Mogoșoaia) – nach dem eineinhalbjährigen Kampf mit Verletzungen – bestritt sie ihre letzten beiden Länderspiele.

## Erfolge
Nationalmannschaft
- U19-Europameister 2004

FC Barcelona
- Spanischer Meister 2012, 2013, 2014, 2015
- Spanischer Pokal-Sieger 2013, 2014, 2017

Rayo Vallecano
- Spanischer Meister 2011

Espanyol Barcelona
- Spanischer Meister 2006
- Spanischer Pokal-Sieger 2006, 2009, 2010